# 勒内·莱韦克
勒內·萊韋克 GOQ（發音：[ʁəne leˈvɛːk] ⓘ；1922年8月24日—1987年11月1日），加拿大政治人物和記者，1968年出任魁人黨創始黨魁，1976年-85年間擔任第23任魁北克省省長和魁北克省議會塔永選區議員，並於執政期間舉辦1980年魁北克獨立公投，為加拿大聯邦於1867年成立以來首位試圖通過公民投票爭取魁北克獨立的魁北克首長。在此之前他曾以魁北克自由黨黨員身份出任省議員和省內閣廳長。

## 早年生活、記者生涯

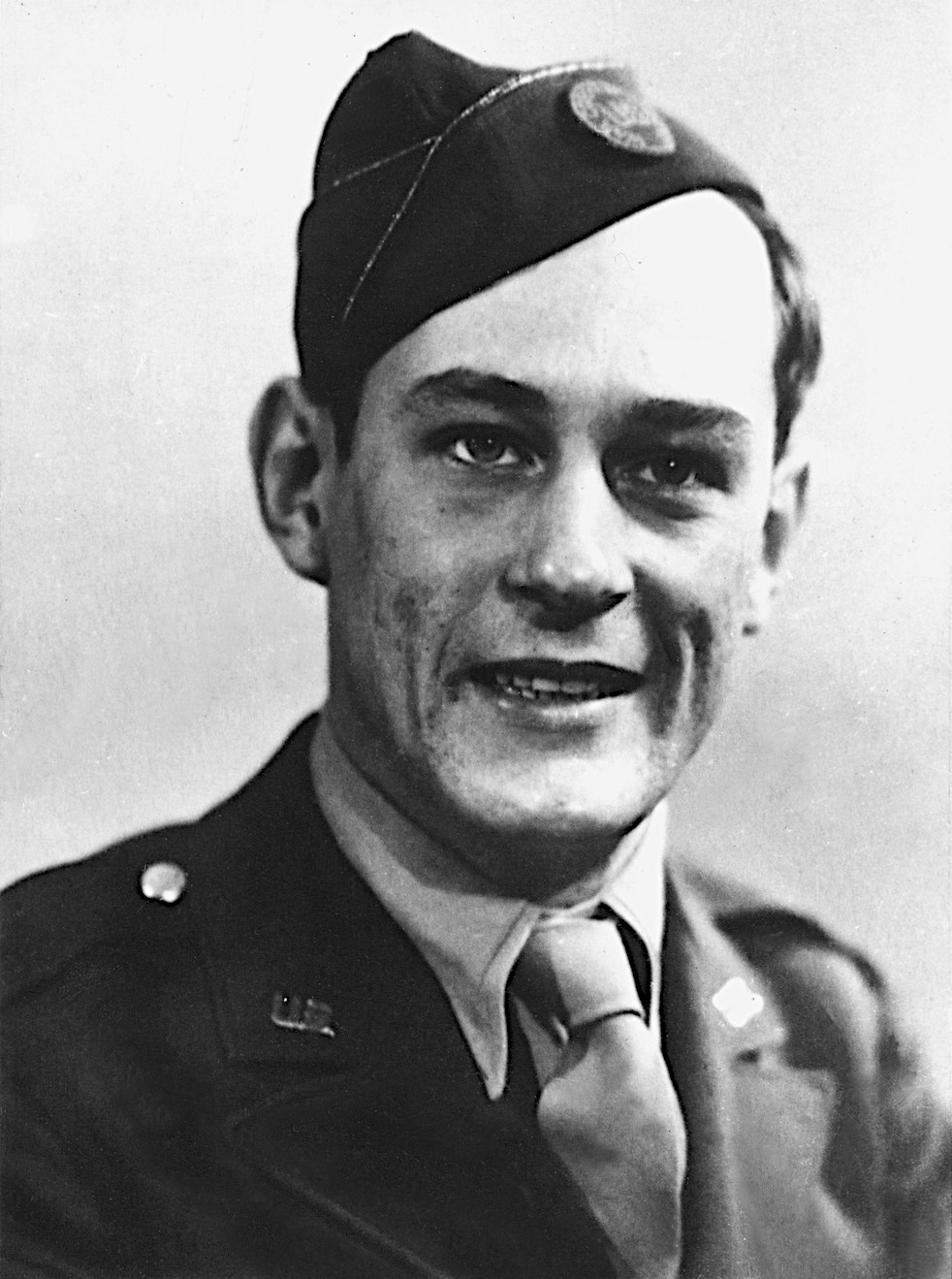
擔任戰地記者和美軍聯絡官的萊韋克

萊韋克於新不伦瑞克省坎貝爾頓出生，為家中長子，母親為迪亞娜·迪奧納（Diane Dionne），父親為律師多米尼克·萊韋克（Dominique Lévesque），一家居於魁北克省加斯佩半島上的小鎮新卡萊爾（New Carlisle）。他14歲時父親去世，母親其後再婚，舉家再遷往魁北克城。他在當地的拉瓦爾大學修讀法律，但沒有完成學位。
他於1938年成為新卡萊爾CHNC電台的播音員和編輯，展開其傳媒工作生涯。他遷居魁北克城後先於1941年效力CKCV電台，再於1942年加入加拿大廣播公司在該市經營的CBV電台。二戰期間他有意出任戰地記者，但未獲加拿大廣播公司派遣，遂於1944年轉到倫敦加入美國戰時情報局轄下的美國之音法語部，成為附屬美國陸軍第七軍團的聯絡官，並擔任美軍與自由法軍之間的傳譯員。1945年2月起他跟隨美軍越過萊茵河攻入德國，同年4月跟隨首批美軍抵達達豪集中營。戰時他亦為《星條旗報》等報刊撰文。
戰後他於1945年10月重返加拿大廣播公司，出任該公司國際廣播部的法語新聞報道員，並於1951年遠赴朝鮮半島報道韓戰消息。他於1953年成為該公司法語電台新聞部主管，再從1956年-59年間主持該公司法語電視頻道時事節目《焦點》（"Point de mire"），為魁北克最具影響力的傳媒從業員之一。加拿大廣播公司法語部監製於1959年罷工以爭取成立工會，萊韋克亦參與其中。時任加拿大總理迪芬贝克以及加拿大廣播公司英語部員工冷淡對待罷工行動，令萊韋克感到沮喪，並燃起他從政的念頭。

## 從政

### 自由黨
萊韋克於1960年加入魁北克自由黨，在同年省選中當選蒙特婁－洛里耶選區（Montréal-Laurier）省議員，首次晉身省議會。他獲黨魁和新任省長讓·勒薩熱（Jean Lesage）任命為省水電資源廳長和工務廳長，1961年則調任天然資源廳長，任内促成魁北克水電系統公有化，為寂靜革命的重要一環。他於1962年省選連任省議員並留任天然資源廳長，1965年-66年間任職家庭及社會福利廳長。
1966年省選，萊韋克於洛里耶選區（Laurier）連任省議員，但自由黨則落敗成為反對黨。萊韋克在這些年間已公開支持魁北克脫離加拿大，並於1967年魁北克自由黨大會上提出決議案，支持魁北克爭取主權但與加拿大保持經濟關係（即主權關聯）。議案被否決後，萊韋克於同年10月離開自由黨，並於同年11月成立主權關聯運動（Mouvement souveraineté-association）。

### 魁人黨
主權關聯運動與國民集會（Ralliement national）於1968年10月合併成魁北克人黨，由萊韋克出任創始黨魁。在萊韋克領導下，魁人黨於1970年省選中獲取23.5%選票並贏得七個省議會議席，但萊韋克本人則在洛里耶選區敗選。此後魁北克爆發十月危機，總理皮埃尔·特鲁多頒布《戰時措施法》，受到萊韋克等魁北克政客批評為違反民主。然而萊韋克等人未有明確地譴責魁北克解放陣線的綁架和撕票行為，讓反對魁人黨的人士乘機將該黨與魁北克解放陣線掛鈎，魁人黨支持度亦因此下降。
魁人黨在1973年省選贏得六個議席，在眾反對黨中議席最多而首次成為官方反對黨。萊韋克在這屆省選改到多里翁選區（Dorion）競選議席，但仍未能當選。

### 第一次省長任期
1976年省選競選期間，萊韋克承諾魁人黨若當選的話便會在首次執政時期就主權關聯舉行公投，並不會單方面宣布獨立。在自由黨政府民望低落的局面下，魁人黨從中得益，得票率上升至41.4%，議席數目更大增至71席，以多數姿態首次上台執政。萊韋克本人在塔永選區（Taillon）當選議員，首次以魁人黨黨員身份重返省議會，並於1976年11月25日宣誓就任第23任魁北克省省長。
魁人黨於首次執政時期通過《法語憲章》（第101號法案），將法語定為魁北克的唯一官方語言，並禁止省議會和法院使用英語。法案亦限制魁北克境內的英語公校只供英語系家庭學生就讀，法語系家庭和移民家庭學生不得到英語公校求學，亦限制商戶在戶外招牌上使用的語言。
魁人黨政府於1980年5月舉行公投，尋求選民授權與加拿大聯邦政府就主權關聯展開磋商，結果被59.56%選民否決。雖然經歷公投挫敗，魁人黨仍於1981年省選贏取49.2%選票和80個議席，保著多數執政地位，萊韋克亦在塔永選區連任議員。

### 第二次省長任期
萊韋克連任省長後所面對的一項主要議題為加拿大憲政事務。杜魯多領導下的聯邦政府於1980年代初爭取從英國取回制憲權，並計劃確立聯邦政府在數個範疇的權力、給予《加拿大權利與自由憲章》憲法地位、以及制定修憲程序。經過杜魯多和眾省省長數個月來的爭論，眾人於1981年11月齊聚渥太華，以冀解決分歧。萊韋克堅持魁北克應持有憲法否決權，而魁北克的「獨特社會」地位亦應獲憲法承認，但不為杜魯多接納。另一方面，在其他省長壓力下，杜魯多同意在《權利與自由憲章》中加入但書條款，容許國會或省議會以臨時性質凌駕憲章的部分條款。這項折衷未能滿足萊韋克，但被其他九省省長接納，杜魯多遂獲取足夠支持，於1982年春季取回制憲權。然而，憲法至今一直未被魁北克省議會確認，而聯邦政府繞過魁北克制憲的舉動，亦為1980年代末至1990年代初的修憲風波以至1995年魁獨公投埋下伏線。
與此同時，魁北克面對經濟衰退，省政府赤字日增因此計劃削支，卻招來公眾反對。萊韋克因此計劃集中施政而暫時擱置主權議題，並與聯邦政府就憲政事務採取較溫和手段。然而此舉卻招來部分黨員不滿，觸發包括財長帕里佐在内的一批強硬魁獨派黨員於1984年11月退黨。面臨内部分裂下，萊韋克於1985年6月辭任黨魁，再於同年9月辭去塔永選區議員席位，10月3日離任省長。

## 離開政壇、去世

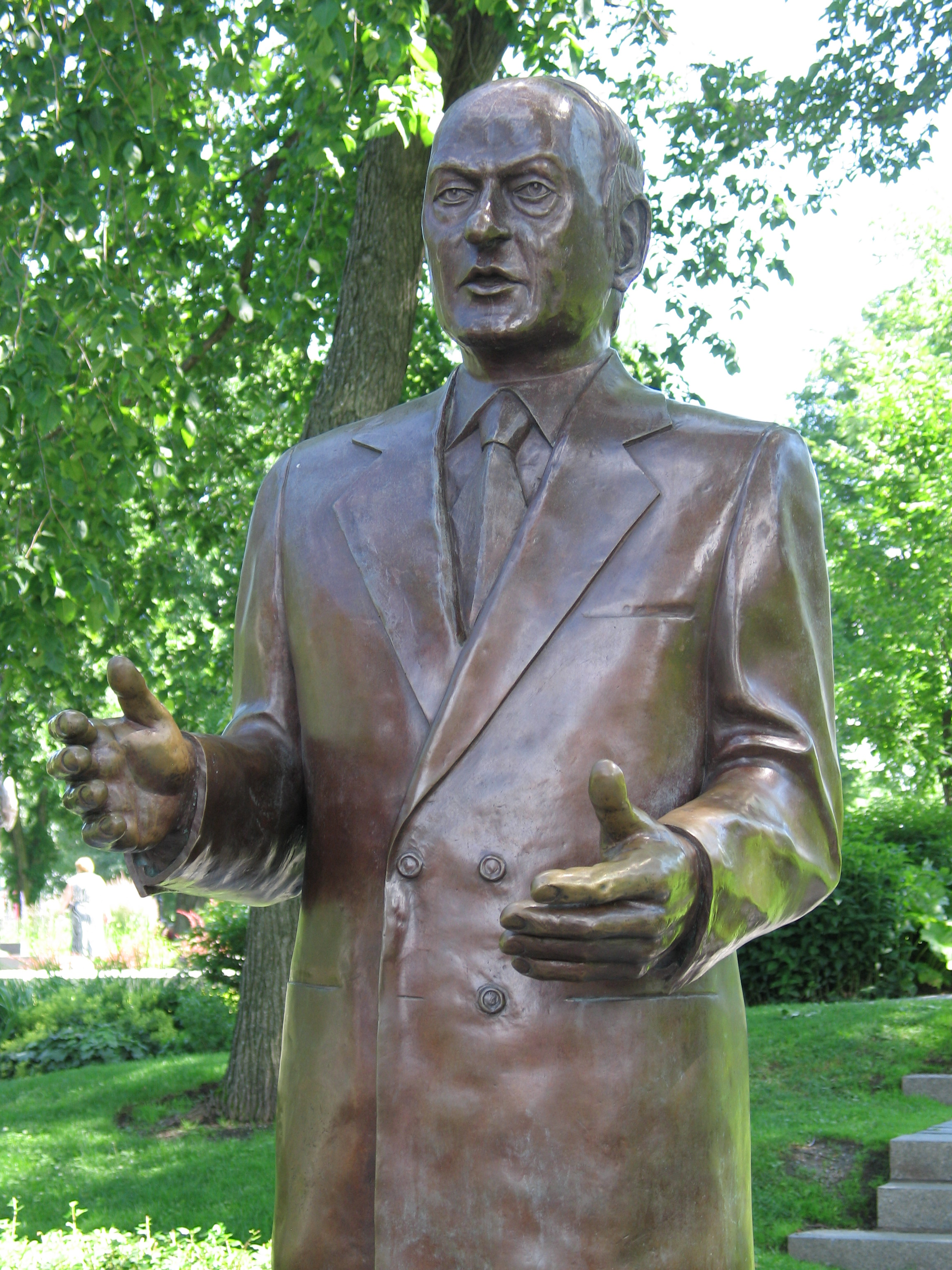
魁北克省議會大廈前的萊韋克塑像

萊韋克下台後重回媒體工作，曾替《蒙特婁日報》（Journal de Montréal）撰文，並於蒙特婁的CKAC電台主持時事節目。他於1986年出版回憶錄，其後承認書中指自己曾目睹赫爾曼·戈林投降的情景實為虛構。
1987年11月1日，長年抽煙的萊韋克在其蒙特婁公寓舉行聚會時感到胸痛，其後不省人事，妻子和急救員皆搶救無效，送抵蒙特婁全科醫院時宣布到院前死亡，死因為心肌梗死。他的遺體於蒙特婁和魁北克城供民眾瞻仰，喪禮於11月5日在魁北克城聖母聖殿以省葬資格舉行，後在該市西勒里區（Sillery）的聖米歇爾墓園安葬。

## 個人生活
萊韋克於1947年與露易絲·勒勒（Louise L'Heureux）結婚，兩人育有兩子一女，1978年離婚。1979年他與第二任妻子科琳·科蒂（Corinne Côté）結成夫婦。

## 榮譽

### 殊勳
- 法國榮譽軍團高等騎士勳章（1977年[1]）
- 巴黎市勳章（1977年[1]）
- 法語國家及地區國際組織七星大官佐勳章（1991年2月14日追頒[1]）
- 魁北克大官佐勳章（G.O.Q.）（2008年6月18日追頒[1]）

### 以他命名的事物
- 勒內·萊韋克大道：蒙特婁街道，前稱多徹斯特大道
- 勒內·萊韋克大道：魁北克城街道
- 勒內·萊韋克公園：位於蒙特婁
- 勒內·萊韋克河濱長廊：位於朗基爾
- 勒內·萊韋克水力發電站：位於馬尼夸根地區（Manicouagan）

## 外部連結
- （法文）魁北克省議會網站 勒內·萊韋克議員簡介 （页面存档备份，存于）